# Гай Семпроний Блез (народен трибун)
Вижте пояснителната страница за други личности с името Гай Семпроний Блез.
Гай Семпроний Блез (на латински: Gaius Sempronius Blaesus) е политик на Римската република.
Произлиза от клон Блез на плебейската фамилия Семпронии. Син е на Гай Семпроний Блез, консул 253 пр.н.е. и брат на Тиберий Семпроний Блез, квестор 217 пр.н.е.
През 211 пр.н.е. той е народен трибун. Той обвинява претора от 212 пр.н.е. Гней Фулвий Флак и главнокомандващ на войската в Апулия за загубата му против Ханибал в първата битка при Хердония и последвалото му бягство. Той успява и Флак трябва да отиде в изгнание.
През 210 пр.н.е. той става легат при брата на обвинения Квинт Фулвий Флак, който обсажда град Капуа.